# Klasztor w Grobi
Klasztor w Grobi – nieistniejący klasztor norbertanów w pobliżu miasta Usedom na wyspie Uznam. Używana jest także nazwa klasztor w Uznamiu.
Klasztor został ufundowany ok. 1155 r. Niedługo po założeniu, w 1155 lub 1156 r. w kościele klasztornym św. Godeharda spoczął książę Racibor I. Później grzebano tam również innych członków rodziny książęcej, m.in. księcia Bogusława I, a sam klasztor otrzymywał od Gryfitów liczne nadania. W 1309 r. klasztor został przeniesiony do odległej o kilka kilometrów wsi Pudagla. Od 1998 r. Uniwersytet w Greifswaldzie prowadził prace wykopaliskowe, podczas których odnaleziono fundamenty kościoła klasztornego.